# In a World Like This (canción)
«In a World Like This» es el primer sencillo del octavo álbum de estudio de Backstreet Boys llamado In a World Like This. Fue lanzado como primer sencillo del álbum el 25 de junio de 2013 como descarga digital y el 3 de julio de 2013 en CD en Japón. La canción fue escrita por Max Martin, Kristian Lundin y Savan Kotecha y producida por Max Martin y Lundin.
- Datos: Q13501679